# Koseniwka
Koseniwka (ukr. Косенівка) – wieś na Ukrainie, w obwodzie czerkaskim, w rejonie humańskim, w hromadzie Dmytruszky. W 2001 liczyła 1089 mieszkańców, spośród których 1073 wskazało jako ojczysty język ukraiński, 15 rosyjski, a 1 białoruski.

## Urodzeni
- Kuźma Dieriewianko